# Campeonato Alagoano de Futebol de 2021 - Segunda Divisão
O Campeonato Alagoano de Futebol - Segunda Divisão de 2021 é a 35º edição da divisão de acesso do campeonato profissional de clubes de futebol do estado de Alagoas. O campeão disputará o Campeonato Alagoano de Futebol de 2022.

## Previsões do Campeonato
Com as novas medidas tomadas pela Federação Alagoana de Futebol de profissionalizar cada vez mais o futebol de Alagoas, muitos clubes tradicionais do Estado correm atrás de se adequar às exigências e participar do certame.

## Formato e Regulamento
A Segunda Divisão do Campeonato Alagoano 2021 será disputado em três fases: Primeira Fase, Semifinal e Final.
As Entidades de Prática jogam em sistema de ida, perfazendo um total de 6 (seis) jogos para cada. Ao final dessa fase, as Entidades de Prática ficarão classificadas da 1ª a 7ª colocação, do primeiro ao quarto colocado estarão classificados para as semifinais, os vencedores desta semifinais estarão classificados para a grande final no dia 31 de outubro, o vencedor das Finais será declarado campeão (ã) e estará qualificado para disputar o Campeonato Alagoano 2022. Em caso de empate em pontos ganhos entre duas ou mais Entidades de Prática na Primeira Fase, o desempate para efeito de classificação, será efetuado observando os seguintes critérios abaixo:

### Critérios de desempate
Em caso de empate por pontos entre dois ou mais clubes, os critérios de desempate são aplicados na seguinte ordem:
1. Número de vitórias;
2. Saldo de gols;
3. Gols pró;
4. Confronto direto;
5. Menor número de cartões vermelhos;
6. Menor número de cartões amarelos;
7. Sorteio.

## Equipes Participantes
Abaixo a lista dos clubes interessados em participar do campeonato que acontecerá no segundo semestre de 2021. As equipes terão sua participação confirmada pela Federação Alagoana de Futebol e poderá haver desistência de algum clube até o inicio da competição.

### Rebaixados
Não houve rebaixados na Primeira Divisão de 2020.
- OBS:
- ¹: O FF Comercial é o antigo Francisco Ferro Sport Futebol Club, que mudou o nome para o certame de 2021, em virtude de parceria como Comercial de Viçosa.

## Primeira Fase
|  |                                 |
|  | Classificados para a Fase Final |
|  | Eliminados                      |

### Confrontos
|  |                     |  |        |  |                      |
|  | Vitória do Mandante |  | Empate |  | Vitória do Visitante |

Rodadas na liderança e Lanterna
Em negrito, os clubes que mais permaneceram na liderança.
| 1   | 2     | 3     | 4     | 5     | 6     | 7     |
| AGR | ZUMBI | ZUMBI | ZUMBI | ZUMBI | ZUMBI | ZUMBI |

Clubes que ficaram na última posição ao final de cada rodada:
| 1   | 2      | 3      | 4      | 5      | 6      | 7      |
| MIG | DÍNAMO | DÍNAMO | DÍNAMO | DÍNAMO | DÍNAMO | DÍNAMO |

#### Resultados
| 18 de setembro de 2021 | Dínamo | 1 – 2 | Agrimaq | Maceió        |  |
| 15:00                  |        |       |         | Estádio: UFAL |  |

| 19 de setembro de 2021 | Miguelense | 0 – 1 | Dimensão Capela | Maceió        |  |
| 15:00                  |            |       |                 | Estádio: UFAL |  |

| 19 de setembro de 2021 | Zumbi | 0 – 0 | Cruzeiro de Arapiraca | União dos Palmares         |  |
| 15:00                  |       |       |                       | Estádio: Orlando de Barros |  |

| 22 de setembro de 2021 | FF Comercial | 1 – 1 | Dínamo | Viçosa                   |  |
| 15:00                  |              |       |        | Estádio: Teotônio Vilela |  |

| 23 de setembro de 2021 | Dimensão Capela | 0 – 3 | Zumbi | Maceió        |  |
| 15:00                  |                 |       |       | Estádio: UFAL |  |

| 23 de setembro de 2021 | Agrimaq | 1 – 2 | Miguelense | Pilar                  |  |
| 15:00                  |         |       |            | Estádio: Rubens Canuto |  |

| 26 de setembro de 2021 | Cruzeiro de Arapiraca | 3 – 0 | Dimensão Capela | Arapiraca                        |  |
| 15:00                  |                       |       |                 | Estádio: Coaracy da Mata Fonseca |  |

| 26 de setembro de 2021 | Dínamo | 0 – 1 | Zumbi | Santa Luzia do Norte |  |
| 15:00                  |        |       |       | Estádio: José Cícero |  |

| 26 de setembro de 2021 | Miguelense | 1 – 3 | FF Comercial | Maceió        |  |
| 15:00                  |            |       |              | Estádio: UFAL |  |

| 29 de setembro de 2021 | FF Comercial | 1 – 3 | Agrimaq | Viçosa                   |  |
| 15:00                  |              |       |         | Estádio: Teotônio Vilela |  |

| 29 de setembro de 2021 | Cruzeiro de Arapiraca | 3 – 1 | Dínamo | Arapiraca                        |  |
| 15:00                  |                       |       |        | Estádio: Coaracy da Mata Fonseca |  |

| 30 de setembro de 2021 | Zumbi | 8 – 0 | Miguelense | União dos Palmares         |  |
| 20:00                  |       |       |            | Estádio: Orlando de Barros |  |

| 2 de outubro de 2021 | Dimensão Capela | 0 – 1 | FF Comercial | Maceió        |  |
| 15:00                |                 |       |              | Estádio: UFAL |  |

| 3 de outubro de 2021 | Dínamo | 0 – 1 | Miguelense | Santa Luzia do Norte |  |
| 15:00                |        |       |            | Estádio: José Cícero |  |

| 3 de outubro de 2021 | Agrimaq | 1 – 2 | Cruzeiro de Arapiraca | Pilar                  |  |
| 15:00                |         |       |                       | Estádio: Rubens Canuto |  |

| 6 de outubro de 2021 | Agrimaq | 3 – 2 | Dimensão Capela | Pilar                  |  |
| 15:00                |         |       |                 | Estádio: Rubens Canuto |  |

| 6 de outubro de 2021 | FF Comercial | 1 – 3 | Zumbi | Viçosa                   |  |
| 15:00                |              |       |       | Estádio: Teotônio Vilela |  |

| 7 de outubro de 2021 | Miguelense | 0 – 3 | Cruzeiro de Arapiraca | Maceió        |  |
| 15:00                |            |       |                       | Estádio: UFAL |  |

| 10 de outubro de 2021 | Zumbi | 1 – 0 | Agrimaq | União dos Palmares         |  |
| 15:00                 |       |       |         | Estádio: Orlando de Barros |  |

| 10 de outubro de 2021 | Dimensão Capela | 2 – 0 | Dínamo | Maceió        |  |
| 15:00                 |                 |       |        | Estádio: UFAL |  |

| 10 de outubro de 2021 | Cruzeiro de Arapiraca | 4 – 1 | FF Comercial | Arapiraca                        |  |
| 15:00                 |                       |       |              | Estádio: Coaracy da Mata Fonseca |  |

## Fase Final
|  | Semifinais                 | Semifinais            | Semifinais | Semifinais |   |       | Final | Final | Final | Final |
|  |                            |                       |            |            |   |       |       |       |       |       |
|  | Zumbi (mc)                 | 1                     | 2          | 3          |   |       |       |       |       |       |
|  | FF Comercial               | 2                     | 1          | 3          |   |       |       |       |       |       |
|  | FF Comercial               | 2                     | 1          | 3          |   | Zumbi | 0     | 0     | 0     |       |
|  |                            |                       |            |            |   | Zumbi | 0     | 0     | 0     |       |
|  |                            | Cruzeiro de Arapiraca | 1          | 1          | 2 |       |       |       |       |       |
|  | Cruzeiro de Arapiraca (mc) | Cruzeiro de Arapiraca | 1          | 1          | 2 | 1     | 0     | 1     |       |       |
|  | Cruzeiro de Arapiraca (mc) |                       |            |            |   | 1     | 0     | 1     |       |       |
|  | Agrimaq                    | 0                     | 1          | 1          |   |       |       |       |       |       |

### Resultados
| 13 de outubro de 2021 | Agrimaq | 0 – 1      | Cruzeiro de Arapiraca | Pilar                                                     |  |
| 15:00                 |         | Súmula FAF | 82' Jonny Robert      | Estádio: Rubens Canuto Árbitro: Jose Jaini Oliveira Bispo |  |

| 14 de outubro de 2021 | FF Comercial                             | 2 – 1      | Zumbi                  | Viçosa                                                       |  |
| 15:00                 | Hurick Vinicius 44' · Andrei Ramalho 86' | Súmula FAF | 63 pên.' Dakson Soares | Estádio: Teotônio Vilela Árbitro: Wiomar Santana de Oliveira |  |

| 16 de outubro de 2021 | Cruzeiro de Arapiraca | 0 – 1      | Agrimaq           | Arapiraca                                                         |  |
| 15:00                 |                       | Súmula FAF | 53' Manoel Afonso | Estádio: Coaracy da Mata Fonseca Árbitro: Jonata de Souza Gouveia |  |

| 16 de outubro de 2021 | Zumbi                                   | 2 – 1      | FF Comercial        | União dos Palmares                                       |  |
| 15:00                 | Vitor Barros 81' · Geovany Soares 90+2' | Súmula FAF | 45+1' Bruno Benicio | Estádio: Orlando de Barros Árbitro: Jose Ailton da Silva |  |

## Final
Jogo de Ida
| 24 de outubro de 2021 | Cruzeiro de Arapiraca | 1 – 0      | Zumbi | Coaracy da Mata Fonseca, Arapiraca  |
| 15:00                 | Max Alexandre 44'     | Súmula FAF |       | Árbitro: Márcio dos Santos Oliveira |

Jogo de Volta
| 31 de outubro de 2021 | Zumbi | 0 – 1      | Cruzeiro de Arapiraca | Orlando de Barros, União dos Palmares |
| 15:00                 |       | Súmula FAF | 12' Max Alexandre     | Árbitro: Rafael Carlos Salgueiro Lima |

### Premiação
| Campeonato Alagoano de 2021 Segunda Divisão |
| Arapiraca                                   |
| ------------------------------------------- |
| Cruzeiro de Arapiraca Campeão (1º título)   |

## Técnicos
| Equipe            | Técnico                                                                                              |
| ----------------- | --- |
| Agrimaq Pilarense | Lino                                                                                                 |
| FF Comercial      | José Renato (1ª) Diogo Henrique (2ª) Diogo Soriano (3ª) Robinson Santos (4ª—6ª, 8ª) John Victor (7ª) |
| Cruzeiro          | Elenilson Santos                                                                                     |
| Dimensão Capela   | Rommel Vieira                                                                                        |
| Dínamo            | Peu Santos                                                                                           |
| Miguelense        | Rubem Xavier                                                                                         |
| Zumbi             | Beto Soares (1ª) Jaelson Marcelino (2ª—)                                                             |